# Thomas Gottstein
Thomas Patrick Gottstein (* 1964 in Zürich) ist ein ehemaliger Schweizer Bankmanager. Er war von Oktober 2015 bis Juli 2022 Mitglied der Konzernleitung der Credit Suisse. Von Februar 2020 bis Juli 2022 war er Vorsitzender der Geschäftsleitung (Group CEO) der Credit Suisse Group.

## Leben
Thomas Gottsteins Vater Fritz Gottstein war Inhaber der Maschinenfabrik Meteor AG. Aufgewachsen am linken Zürichsee spielte Gottstein erst Junioren-Fussball beim FC Zürich, bevor er seine Amateur-Golfkarriere startete. Gottstein wurde zweimal Schweizer Junioren-Meister, dreimal Amateur-Schweizermeister und gewann die Junioren-Europamannschaft im Golf. Er war Mitglied der Schweizer Nationalmannschaft an fünf aufeinanderfolgenden Amateur-Weltmeisterschaften (Eisenhower Trophy) von 1984–1992. Er war zudem 1988 Mitglied des kontinentaleuropäischen Teams an der St. Andrews Trophy in St. Andrews, Schottland.
Gottstein entschied sich gegen eine Karriere als Profisportler; er studierte Betriebs- und Volkswirtschaftslehre an der Universität Zürich und schloss 1989 mit dem Lizenziat ab. 1996 wurde er ebendort in Finanz- und Rechnungswesen promoviert. Von 1990 bis 1999 arbeitete er für die UBS Group in Zürich.
1999 wechselte er zur Credit Suisse ins Investmentbanking in London. Von 2007 bis Ende 2009 war er Co-Leiter des Bereichs Equity Capital Markets für die Region EMEA. Per Januar 2010 wechselte er nach Zürich und wurde Leiter des Investmentbanking Switzerland Coverage. Von 2013 bis 2015 war Gottstein als Bereichsleiter Premium Clients Switzerland and Global External Asset Management Teil des Global Wealth Management Operating Committee. 2015 wurde er zum CEO der Swiss Universal Bank Division und CEO der Credit Suisse (Schweiz) AG der Bank befördert.
Am 7. Februar 2020 wurde bekannt gegeben, dass Gottstein neuer Geschäftsführer der Credit Suisse Group wird. Er trat am 14. Februar 2020 die Nachfolge von Tidjane Thiam an. Gottstein nutzte in den März-Tagen der Corona-Pandemie im Jahr 2020 sein Netzwerk und gleiste zusammen mit dem damaligen Bundesrat Ueli Maurer, der Finanzmarktaufsicht und der Nationalbank das nationale COVID-19-Kreditprogramm auf, an dem 120 Schweizer Banken teilnahmen. Aufgrund seines hohen Herzinfarktrisikos entschied sich Gottstein im Juli 2022 zum Rücktritt als Group CEO. Per 1. August 2022 übernahm Ulrich Körner die Leitung der Bank. Gottstein ist verheiratet und Vater von zwei Kindern.